# Новополянский сельсовет (Липецкая область)
Новополянский сельсовет — сельское поселение в Чаплыгинском районе Липецкой области Российской Федерации.
Административный центр — село Новополянье.

## История
Статус и границы сельского поселения установлены Законом Липецкой области от 23 сентября 2004 года № 126-ОЗ «Об установлении границ муниципальных образований Липецкой области»

## Население
| 2010 | 2012 | 2013 | 2014 | 2015 | 2016 | 2017 |
| ---- | ---- | ---- | ---- | ---- | ---- | ---- |
| 889  | ↘870 | ↘857 | ↘844 | ↘823 | ↘809 | ↘808 |
| 2018 | 2021 |      |      |      |      |      |
| ↗832 | ↘817 |      |      |      |      |      |

## Состав сельского поселения
| № | Населённый пункт | Тип населённого пункта       | Население |
| - | ---------------- | ---------------------------- | --------- |
| 1 | Галкинский       | посёлок                      | 0         |
| 2 | Майково          | деревня                      | 36        |
| 3 | Мураевка         | деревня                      | 43        |
| 4 | Новопавловка     | деревня                      | 24        |
| 5 | Новополянье      | село, административный центр | ↘721      |
| 6 | Пасеково         | деревня                      | 2         |
| 7 | Петелина         | деревня                      | 63        |